# Blackwater, Cornwall
Blackwater är en by i Cornwall distrikt i Cornwall grevskap i England. Byn är belägen 9,7 km 
från Truro. Orten har 669 invånare (2015).